# André Adolphe Eugène Disdéri
André Adolphe Eugène Disdéri (28 de marzo de 1819-Niza, 4 de octubre de 1889) fue un fotógrafo francés, dedicado al paisaje, retrato, desnudo y reportaje. Disdéri es uno de los grandes representantes del retrato fotográfico popular, de corte academicista (fotografía academicista).  

## Biografía
Disdéri se instaló en la ciudad de París a mediados de 1854, exactamente en el número 8 del bulevar "des Italiens", llegando a tener, por aquel entonces, el estudio más grande e importante de París. Tras unos inicios poco exitosos en el campo de la pintura, hacia 1854 empezó su carrera fotográfica haciendo daguerrotipos, pero ganó gran fama cuando patentó una cámara fotográfica con una modificación que lo llevaría rápidamente a obtener una gran fortuna. Esta cámara estaba dotada de varios objetivos (6, 8 y hasta 12 en algunos casos), en vez de la cámara tradicional de un solo objetivo. Esta modificación le permitió impresionar, en la misma placa donde antes solo cabía una única imagen, hasta 12 pequeñas fotografías de cerca de 9 x 6 centímetros. Así patentó lo que llamó «Carte de visite portrait» (retrato «tarjeta de visita»), y cuyo éxito fue instantáneo.
Abrió temporalmente galerías en Madrid (en 1864) y Londres, además de París. Sus talleres eran de dos pisos (en el primero se hallaban los almacenes, la sala de espejos y la de enmarcados, mientras que en el segundo piso estaban el estudio donde se hacían los retratos, una elegante sala de espera y el laboratorio de revelado). También había un taller fotográfico para positivar copias de gente conocida y comercializarlas.
Se hizo multimillonario, pero dilapidaba el dinero que ganaba. Fue el responsable de la ruina de muchos otros fotógrafos, pero los otros aprendieron y aplicaron sus mismas técnicas comerciales, lo que le llevó a la ruina. Acabó tomando fotos ambulantes y murió sordo y casi ciego en un sanatorio público de Niza.

## Tarjeta de visita
El 22 de noviembre de 1854 patentó el sistema de positivado de diez fotografías en una sola hoja. Una vez cortadas las imágenes, se montaban sobre tarjetas de 6 x 9 cm aproximadamente (medida convencional de las tarjetas de visita de la época). En las diversas «cartes-de-visite» el personaje solía aparecer retratado en diversas poses, captadas por cada uno de los diferentes objetivos de la cámara.
Entre sus múltiples y productivos encargos, fue el retrato de Napoleón III de 1859 el que lo consagró y lo llevó a la fama. Este hecho, combinado con el bajo precio de estas fotografías, provocó que el daguerrotipo pasase de moda, y su formato "tarjeta de visita" se hizo famoso en Europa y en los Estados Unidos.
Ahora el burgués podía llevarse varios pequeños retratos al precio de una única placa, luego los firmaba y llenaba con sus datos personales, repartiéndolos entre la gente de su clase a modo de presentación personal, como hoy se hace con las tarjetas personales.
En España, entre los años 1860 y 1870, la mayor parte de los fotógrafos hacían retratos en el formato "tarjeta de visita". Por ejemplo, el destacado fotógrafo J. Laurent, que realizaba y vendía "retratos en tarjeta".
La popular tarjeta tuvo larga vida, y solo fue desapareciendo después de 1880. La firma inglesa Windsor & Bridge Co. popularizó otro formato que también tuvo éxito: el formato Cabinet, de 10 x 15 cm, para las fotografías «familiares». Pero en España este otro formato se conoció como "tarjeta álbum".

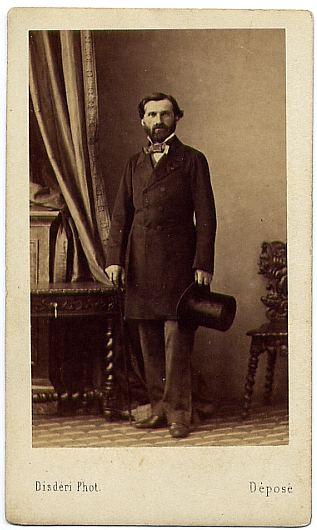
Retrato fotográfico de Giuseppe Verdi por Disdéri, en formato «carte-de-visite» o tarjeta de visita.

## Su obra
Disdéri se consideraba a sí mismo un artista de carácter academicista (fotografía academicista). En sus retratos recurre al atrezzo para mostrar el oficio del retratado, en detrimento de su personalidad -aparece así el escritor en trance rodeado de libros y papel mientras escribe, el pintor con sus pinceles y caballete en plena tarea, el científico con sus instrumentos. Recurre por ello a fotografiar al retratado de cuerpo entero, olvidando su rostro, para incluir todo el atrezzo. De esta manera Disdéri retrataba arquetipos más que a personas, es el retrato, conforme al academicismo, propio de la época. Por ello fue denostado por algunos historiadores.
No solo practicó la fotografía, sino que además fue un teórico de la misma. En su libro El Arte de la Fotografía de 1862, señala que para que un retrato fotográfico pueda ser considerado con valor artístico ha de cumplir con los siguientes elementos: - Fisonomía agradable, - Nitidez general (nada de juegos de luces y sombras), - Proporciones naturales, - Detalles en los oscuros, y - Belleza.
Fue uno de los pioneros en practicar el desnudo fotográfico de corte erótico, lo cual le reportó un gran éxito comercial.